# 파스칼 파리조
파스칼 파리조(프랑스어: Pascal Parisot, 1963년 11월 20일~)는 프랑스의 싱어송라이터이다.